# Plumboselita
La plumboselita és un mineral de la classe dels òxids. Rep el nom per la seva composició química.

## Característiques
La plumboselita és un selenit de plom de fórmula química Pb₃O₂(SeO₃). Va ser aprovada com a espècie vàlida per l'Associació Mineralògica Internacional l'any 2010. Cristal·litza en el sistema ortoròmbic. La seva duresa a l'escala de Mohs es troba entre 2 i 3.

## Formació i jaciments
Va ser descoberta a la mina Tsumeb, situada a la localitat de Tsumeb, dins la regió d'Oshikoto (Namíbia), on es troba en forma de fibres incolores de fins a 0,3 mm de llarg, però mai superiors a 5 μm d'amplada i 2 μm de gruix. Aquesta mina és l'únic indret de tot el planeta on ha estat descrita aquesta espècie mineral.